# آلفا دو ماکروگلوبولین
آلفا دو ماکروگلوبولین (انگلیسی: Alpha-2-Macroglobulin) یا α2M یکی از پروتئین‌های بزرگ پلاسما از گروه گلوبولین‌ها است که توسط کبد تولید می‌شود.
این پروتئین در بین پروتئین‌های خون (بجز پروتئین‌های سیستم ایمنی) بزرگترین اندازه را دارد و هرچند بیشتر آن در کبد تولید می‌شود ولی به مقدار کم به صورت موضعی توسط درشت‌خوارها، فیبروبلاست‌ها و قشر غده فوق کلیوی تولید می‌شود.

## ساختار و عملکرد
آلفا دو ماکروگلوبولین انسانی پروتئینی با چهار زنجیر پلی پپتیدی می‌باشد که به عنوان یک مهارکننده پروتئاز و یک پروتئین فاز حاد عمل می‌کند. این پروتئین با مهار پلاسمین و کالیکرئین موجب توقف فیبرینولیز می‌شود. با مهار ترومبین از انعقاد خون جلوگیری می‌کند. همچنین ناقل بسیاری از عوامل رشد و سیتوکین‌ها مانند عامل رشد مشتق از پلاکت است. مقدار پلاسمایی آن در موارد دفع شدید پروتئین مانند سندرم نفروتیک افزایش می‌یابد.